# La Nouvelle Tribu
La Nouvelle Tribu est une série française réalisée par Roger Vadim, diffusée du 3 avril 1996 au 28 août 1997 sur France 2

## Fiche technique
- Titre : La Nouvelle Tribu
- Réalisation : Roger Vadim
- Scénario : Roger Vadim
- Photographie : Pierre-William Glenn
- Montage : Hélène Plemiannikov
- Pays d'origine : France
- Date de sortie : 1996

## Distribution
- Marie-Christine Barrault : Jeanne
- Roger Van Hool : Achille
- Ludmila Mikaël : Pénélope
- Jean-Pierre Bisson : Noël
- François Chaumette : Monsieur de Guermadec
- Catherine Arditi : Alexandra
- Dominique Zardi : Vigouroux
- Henri Attal : un policier
- Jean Barney : Darmond
- Manuel Bonnet : André
- Agathe de La Fontaine : Victoria
- Gérard Dessalles : l'huissier
- Michel Le Royer : Casanova
- Jean-Pierre Leclerc : le docteur
- Jean Luisi : Le gagnant
- Serge Marquand : le Celte
- Claude Mercutio : le secrétaire de mairie
- Lola Naymark : Kicup
- Edith Perret : la dame du train
- Pascale Petit : Delphine
- Georges Saint-Yves : le supérieur de la police
- Yannick Soulier : Mathieu
- Sagamore Stévenin : Arthur
- Christian Vadim : le Père Sigur
- Jean Valmont : le maire
- Michael York : Ilya

## Liste des épisodes
1. La nouvelle tribu première partie (1996)
2. La nouvelle tribu seconde partie (1996)
3. Un coup de baguette magique (1997)